# Patrick McCabe
Patrick "Pat" McCabe föddes den 27 mars 1955 i Clones, är en irländsk författare. Hans romaner är ofta  mörka och dystra skildringar av nutida Irland, företrädesvis småstadsliv. Han var nära att vinna Man Booker Prize med böckerna The Butcher Boy (1992) och Breakfast on Pluto (1998). Han har även skrivit en barnbok, The Adventures of Shay Mouse, och flera radiopjäser på RTÉ och BBC Radio. The Butcher Boy och Breakfast on Pluto har båda filmats av Neil Jordan.